# Dziewiętniki
Dziewiętniki – wieś na Ukrainie w rejonie stryjskim (do 2020 roku w rejonie żydaczowskim) należącym do obwodu lwowskiego.

## Położenie
Na podstawie Słownika geograficznego Królestwa Polskiego i innych krajów słowiańskich: Dziewiętniki to wieś w powiecie bóbreckim, nad rzeczką Ług, 4 km o parafii rzymskokatolickiej w Sokołówce.

## Historia
Około 1414 Prokop z Goraja, Stojanic i Szczebrzeszyna sprzedał Dziewiętniki w ziemi lwowskiej za 300 grzywien Bieńkowi z Żabokruk.

## Zabytki
- zamek[4]
- dwór wybudowany pod koniec XVIII w. stał do 1939 r.[5]